# شمال إيجة
إقليم شمال إيجة هو أحد أقاليم اليونان.